# Hamburger Sport-Verein 1990-1991
Questa voce raccoglie le informazioni riguardanti l'Hamburger Sport-Verein nelle competizioni ufficiali della stagione 1990-1991.

## Stagione
Nella stagione 1990-1991 l'Amburgo, allenato da Gerd-Volker Schock, concluse il campionato di Bundesliga al 5º posto. In Coppa di Germania l'Amburgo fu eliminato agli ottavi di finale dal Wattenscheid 09.

## Rosa
| N. |                     | Ruolo | Calciatore           |
| -- | ------------------- | ----- | -------------------- |
| 1  | Germania (bandiera) | P     | Richard Golz         |
| 4  | Germania (bandiera) | D     | Carsten Kober        |
| 21 | Germania (bandiera) | C     | Harald Spörl         |
|    | Germania (bandiera) | P     | Nils Bahr            |
|    | Germania (bandiera) | D     | Holger Ballwanz      |
|    | Germania (bandiera) | D     | Dietmar Beiersdorfer |
|    | Germania (bandiera) | D     | Torsten Fröhling     |
|    | Germania (bandiera) | D     | Manfred Kaltz        |
|    | Germania (bandiera) | D     | Frank Rohde          |
|    | Germania (bandiera) | D     | Thomas Stratos       |
|    | Germania (bandiera) | C     | Jens Bochert         |
|    | Germania (bandiera) | C     | Jörg Bode            |

| N. |                     | Ruolo | Calciatore        |
| -- | ------------------- | ----- | ----------------- |
|    | Germania (bandiera) | C     | Detlev Dammeier   |
|    | Germania (bandiera) | C     | Thomas Doll       |
|    | Germania (bandiera) | C     | Armin Eck         |
|    | Germania (bandiera) | C     | Sascha Jusufi     |
|    | Germania (bandiera) | C     | Thorsten Kohn     |
|    | Polonia (bandiera)  | C     | Waldemar Matysik  |
|    | Germania (bandiera) | C     | Michael Schröder  |
|    | Germania (bandiera) | C     | Thomas von Heesen |
|    | Germania (bandiera) | A     | Andree Fincke     |
|    | Polonia (bandiera)  | A     | Jan Furtok        |
|    | Germania (bandiera) | A     | Michael Koch      |
|    | Brasile (bandiera)  | A     | Nando             |

## Organigramma societario
Area tecnica
- Allenatore: Gerd-Volker Schock
- Allenatore in seconda:
- Preparatore dei portieri:
- Preparatori atletici:

## Calciomercato

### Sessione estiva
| Acquisti | Acquisti         | Acquisti          | Acquisti |
| R.       | Nome             | da                | Modalità |
| -------- | ---------------- | ----------------- | -------- |
| C        | Thomas Doll      | BFC Dynamo        |          |
| D        | Manfred Kaltz    | Mulhouse          |          |
| A        | Michael Koch     | Altona 93         |          |
| C        | Waldemar Matysik | Auxerre           |          |
| D        | Frank Rohde      | BFC Dynamo        |          |
| D        | Thomas Stratos   | Arminia Bielefeld |          |

| Cessioni | Cessioni          | Cessioni          | Cessioni |
| R.       | Nome              | a                 | Modalità |
| -------- | ----------------- | ----------------- | -------- |
| P        | Jörg Hoßbach      | Wolfsburg         |          |
| C        | Faxe Jensen       | Brøndby           |          |
| A        | Marcus Marin      | Kickers Stoccarda |          |
| D        | Hans-Werner Moser | Wattenscheid 09   |          |

### Sessione invernale
| Acquisti | Acquisti | Acquisti | Acquisti |
| R.       | Nome     | da       | Modalità |
| -------- | -------- | -------- | -------- |

| Cessioni | Cessioni           | Cessioni     | Cessioni |
| R.       | Nome               | a            | Modalità |
| -------- | ------------------ | ------------ | -------- |
| A        | Jens-Peter Fischer | TuS Hoisdorf |          |

## Risultati

### Bundesliga

#### Girone di andata
| Arbitro: | Prengel |

|                   |           |                                      |
| Furtok 56’ (rig.) | Marcatori | 17’ (rig.) Ernst 75’ Lelle 76’ Kuntz |

| Arbitro: | Schmidhuber |

|                          |           |           |
| Allofs 76’ Hutwelker 84’ | Marcatori | 20’ Spörl |

| Arbitro: | Fux |

|            |           |  |
| Furtok 33’ | Marcatori |  |

| Arbitro: | Krug |

|                                  |           |         |
| Allofs 13’ Hermann 50’ Rufer 83’ | Marcatori | 45’ Eck |

| Arbitro: | Merk |

|                                     |           |  |
| Beiersdorfer 13’ Nando 45’ Doll 63’ | Marcatori |  |

| Arbitro: | Neuner |

|          |           |  |
| Rudy 90’ | Marcatori |  |

| Arbitro: | Scheuerer |

|  |           |              |
|  | Marcatori | 61’ Dammeier |

| Arbitro: | Führer |

|  |           |            |
|  | Marcatori | 44’ Möller |

| Arbitro: | Amerell |

|             |           |          |
| Povlsen 52’ | Marcatori | 29’ Doll |

| Arbitro: | Dardenne |

|                             |           |  |
| Beiersdorfer 38’ Furtok 90’ | Marcatori |  |

| Arbitro: | Weber |

|                                                                           |           |             |
| Wohlfarth 3’ Laudrup 17’ Pflügler 42’ Strunz 48’ Reuter 60’ Sternkopf 78’ | Marcatori | 24’ Stratos |

| Arbitro: | Aust |

|                                                |           |  |
| Dittwar 9’ (aut.) Furtok 22’ Eck 82’ Nando 84’ | Marcatori |  |

| Krefeld 10 novembre 1990, ore 15:30 CET 13ª giornata | Bayer Uerdingen | 0 – 0 referto | Amburgo | Grotenburg Stadion (10 000 spett.)\| Arbitro: \| Birlenbach \| |
| Arbitro:                                             | Birlenbach      |               |         |                                                                |

| Arbitro: | Theobald |

|                               |           |              |
| Furtok 53’ Doll 57’ Nando 87’ | Marcatori | 76’ Schreier |

| Arbitro: | Kirschen |

|  |           |                          |
|  | Marcatori | 56’ von Heesen 59’ Nando |

| Arbitro: | Assenmacher |

|                                 |           |  |
| Beiersdorfer 47’ von Heesen 90’ | Marcatori |  |

| Arbitro: | Broska |

|                                  |           |                            |
| Scholl 16’ Schütterle 24’ (rig.) | Marcatori | 51’ Spörl 75’ Beiersdorfer |

#### Girone di ritorno
| Arbitro: | Boos |

|           |           |  |
| Kuntz 80’ | Marcatori |  |

| Arbitro: | Tritschler |

|           |           |  |
| Nando 76’ | Marcatori |  |

| Arbitro: | Merk |

|  |           |         |
|  | Marcatori | 39’ Eck |

| Arbitro: | Schmidhuber |

|                                        |           |                        |
| Beiersdorfer 8’ Furtok 25’ Stratos 89’ | Marcatori | 80’ Bratseth 90’ Rufer |

| Arbitro: | Fux |

|                 |           |           |
| Kastenmaier 33’ | Marcatori | 44’ Spörl |

| Arbitro: | Föckler |

|         |           |            |
| Eck 42’ | Marcatori | 60’ Banach |

| Amburgo 6 aprile 1991, ore 15:30 CEST 24ª giornata | Amburgo | 0 – 0 referto | Wattenscheid 09 | Volksparkstadion (16 000 spett.)\| Arbitro: \| Berg \| |
| Arbitro:                                           | Berg    |               |                 |                                                        |

| Arbitro: | Löwer |

|  |           |                                                    |
|  | Marcatori | 26’, 46’, 85’ Furtok 58’ Eck 73’ Matysik 89’ Spörl |

| Arbitro: | Dellwing |

|                                |           |  |
| Nando 13’, 62’, 70’ Furtok 20’ | Marcatori |  |

| Arbitro: | Führer |

|           |           |                                  |
| Gries 54’ | Marcatori | 16’, 84’, 90’ Furtok 37’ Stratos |

| Arbitro: | Krug |

|                      |           |                         |
| Nando 30’ Furtok 79’ | Marcatori | 9’, 90’ Reuter 87’ Thon |

| Arbitro: | Prengel |

|                                  |           |                  |
| Wolf 2’ Eckstein 15’ Oechler 49’ | Marcatori | 29’ Beiersdorfer |

| Arbitro: | Neuner |

|                |           |  |
| Furtok 4’, 59’ | Marcatori |  |

| Arbitro: | Boos |

|                          |           |                      |
| Stammann 19’ Kirsten 41’ | Marcatori | 14’ Spörl 31’ Furtok |

| Arbitro: | Amerell |

|                                            |           |  |
| Nando 3’, 56’ Doll 9’ Furtok 72’ Spörl 78’ | Marcatori |  |

| Arbitro: | Broska |

|                            |           |  |
| Buck 18’ Walter 73’ (rig.) | Marcatori |  |

| Arbitro: | Weber |

|                        |           |                          |
| Furtok 50’, 58’ (rig.) | Marcatori | 13’ Hermann 21’ Harforth |

### Coppa di Germania
| Arbitro: | Löwer |

|  |           |                              |
|  | Marcatori | 10’, 32’ Spörl 56’, 77’ Doll |

| Hannover 3 novembre 1990, ore 17:00 CET Secondo turno | Hannover 96 | 0 – 0 (d.t.s.) referto | Amburgo | Niedersachsenstadion (20 100 spett.)\| Arbitro: \| Mölm \| |
| Arbitro:                                              | Mölm        |                        |         |                                                            |

| Arbitro: | Holst |

|                    |           |            |
| Nando 18’ Doll 74’ | Marcatori | 36’ Heisig |

| Arbitro: | Steinborn |

|            |           |                             |
| Furtok 49’ | Marcatori | 8’ (aut.) Schröder 87’ Sané |

## Statistiche

### Statistiche di squadra
| Competizione      | Punti | In casa | In casa | In casa | In casa | In casa | In casa | In trasferta | In trasferta | In trasferta | In trasferta | In trasferta | In trasferta | Totale | Totale | Totale | Totale | Totale | Totale | DR  |
| Competizione      | Punti | G       | V       | N       | P       | Gf      | Gs      | G            | V            | N            | P            | Gf           | Gs           | G      | V      | N      | P      | Gf     | Gs     | DR  |
| ----------------- | ----- | ------- | ------- | ------- | ------- | ------- | ------- | ------------ | ------------ | ------------ | ------------ | ------------ | ------------ | ------ | ------ | ------ | ------ | ------ | ------ | --- |
| Bundesliga        | 40    | 17      | 11      | 3       | 3       | 36      | 13      | 17           | 5            | 5            | 7            | 24           | 25           | 34     | 16     | 8      | 10     | 60     | 38     | +22 |
| Coppa di Germania | -     | 2       | 1       | 0       | 1       | 3       | 3       | 2            | 1            | 1            | 0            | 4            | 0            | 4      | 2      | 1      | 1      | 7      | 3      | +4  |
| Totale            | 40    | 19      | 12      | 3       | 4       | 39      | 16      | 19           | 6            | 6            | 7            | 28           | 25           | 38     | 18     | 9      | 11     | 67     | 41     | +26 |

### Andamento in campionato
| Giornata  | 1  | 2  | 3  | 4  | 5  | 6  | 7  | 8  | 9  | 10 | 11 | 12 | 13 | 14 | 15 | 16 | 17 | 18 | 19 | 20 | 21 | 22 | 23 | 24 | 25 | 26 | 27 | 28 | 29 | 30 | 31 | 32 | 33 | 34 |
| --------- | -- | -- | -- | -- | -- | -- | -- | -- | -- | -- | -- | -- | -- | -- | -- | -- | -- | -- | -- | -- | -- | -- | -- | -- | -- | -- | -- | -- | -- | -- | -- | -- | -- | -- |
| Luogo     | C  | T  | C  | T  | C  | T  | T  | C  | T  | C  | T  | C  | T  | C  | T  | C  | T  | T  | C  | T  | C  | T  | C  | C  | T  | C  | T  | C  | T  | C  | T  | C  | T  | C  |
| Risultato | P  | P  | V  | P  | V  | P  | V  | P  | N  | V  | P  | V  | N  | V  | V  | V  | N  | P  | V  | V  | V  | N  | N  | N  | V  | V  | V  | P  | P  | V  | N  | V  | P  | N  |
| Posizione | 15 | 15 | 13 | 15 | 14 | 15 | 11 | 14 | 14 | 11 | 13 | 10 | 10 | 9  | 8  | 6  | 8  | 8  | 6  | 5  | 4  | 4  | 5  | 4  | 4  | 4  | 4  | 4  | 5  | 4  | 4  | 3  | 4  | 5  |

Legenda:

Luogo: C = Casa; T = Trasferta. Risultato: V = Vittoria; N = Pareggio; P = Sconfitta.

### Statistiche dei giocatori
| Giocatore       | Bundesliga | Bundesliga | Bundesliga  | Bundesliga | Coppa di Germania | Coppa di Germania | Coppa di Germania | Coppa di Germania | Totale   | Totale | Totale      | Totale     |
| Giocatore       | Presenze   | Reti       | Ammonizioni | Espulsioni | Presenze          | Reti              | Ammonizioni       | Espulsioni        | Presenze | Reti   | Ammonizioni | Espulsioni |
| --------------- | ---------- | ---------- | ----------- | ---------- | ----------------- | ----------------- | ----------------- | ----------------- | -------- | ------ | ----------- | ---------- |
| N. Bahr         | 1          | 0          | 0           | 0          | 0                 | 0                 | 0                 | 0                 | 1        | 0      | 0           | 0          |
| H. Ballwanz     | 16         | 0          | 6           | 0          | 2                 | 0                 | 1                 | 0                 | 18       | 0      | 7           | 0          |
| D. Beiersdorfer | 33         | 6          | 5           | 0          | 4                 | 0                 | 1                 | 0                 | 37       | 6      | 6           | 0          |
| J. Bochert      | 0          | 0          | 0           | 0          | 0                 | 0                 | 0                 | 0                 | 0        | 0      | 0           | 0          |
| J. Bode         | 13         | 0          | 1           | 0          | 0                 | 0                 | 0                 | 0                 | 13       | 0      | 1           | 0          |
| D. Dammeier     | 15         | 1          | 3           | 0          | 3                 | 0                 | 0                 | 0                 | 18       | 1      | 3           | 0          |
| T. Doll         | 33         | 4          | 5           | 0          | 4                 | 3                 | 0                 | 0                 | 37       | 7      | 5           | 0          |
| A. Eck          | 32         | 5          | 5           | 0          | 4                 | 0                 | 0                 | 0                 | 36       | 5      | 5           | 0          |
| A. Fincke       | 0          | 0          | 0           | 0          | 0                 | 0                 | 0                 | 0                 | 0        | 0      | 0           | 0          |
| T. Fröhling     | 1          | 0          | 0           | 0          | 0                 | 0                 | 0                 | 0                 | 1        | 0      | 0           | 0          |
| J. Furtok       | 32         | 20         | 2           | 0          | 3                 | 1                 | 0                 | 0                 | 35       | 21     | 2           | 0          |
| R. Golz         | 33         | 0          | 0           | 0          | 4                 | 0                 | 0                 | 0                 | 37       | 0      | 0           | 0          |
| S. Jusufi       | 8          | 0          | 1           | 0          | 0                 | 0                 | 0                 | 0                 | 8        | 0      | 1           | 0          |
| M. Kaltz        | 13         | 0          | 0           | 0          | 2                 | 0                 | 0                 | 0                 | 15       | 0      | 0           | 0          |
| C. Kober        | 32         | 0          | 3           | 0          | 3                 | 0                 | 2                 | 0                 | 35       | 0      | 5           | 0          |
| M. Koch         | 0          | 0          | 0           | 0          | 0                 | 0                 | 0                 | 0                 | 0        | 0      | 0           | 0          |
| T. Kohn         | 0          | 0          | 0           | 0          | 0                 | 0                 | 0                 | 0                 | 0        | 0      | 0           | 0          |
| W. Matysik      | 34         | 1          | 3           | 0          | 4                 | 0                 | 0                 | 0                 | 38       | 1      | 3           | 0          |
| N. Nando        | 30         | 11         | 1           | 0          | 4                 | 1                 | 0                 | 0                 | 34       | 12     | 1           | 0          |
| F. Rohde        | 32         | 0          | 2           | 0          | 4                 | 0                 | 0                 | 0                 | 36       | 0      | 2           | 0          |
| M. Schröder     | 2          | 0          | 0           | 0          | 1                 | 0                 | 0                 | 0                 | 3        | 0      | 0           | 0          |
| H. Spörl        | 27         | 6          | 2           | 0          | 4                 | 2                 | 1                 | 0                 | 31       | 8      | 3           | 0          |
| T. Stratos      | 23         | 3          | 2           | 0          | 2                 | 0                 | 0                 | 0                 | 25       | 3      | 2           | 0          |
| T. von Heesen   | 25         | 2          | 2           | 0          | 4                 | 0                 | 0                 | 0                 | 29       | 2      | 2           | 0          |